# Lecidea rubrocastanea
Lecidea rubrocastanea är en lavart som beskrevs av T. Sprib. & Printzen. Lecidea rubrocastanea ingår i släktet Lecidea och familjen Lecideaceae.   Inga underarter finns listade i Catalogue of Life.